# 자카바링 스포츠 시티

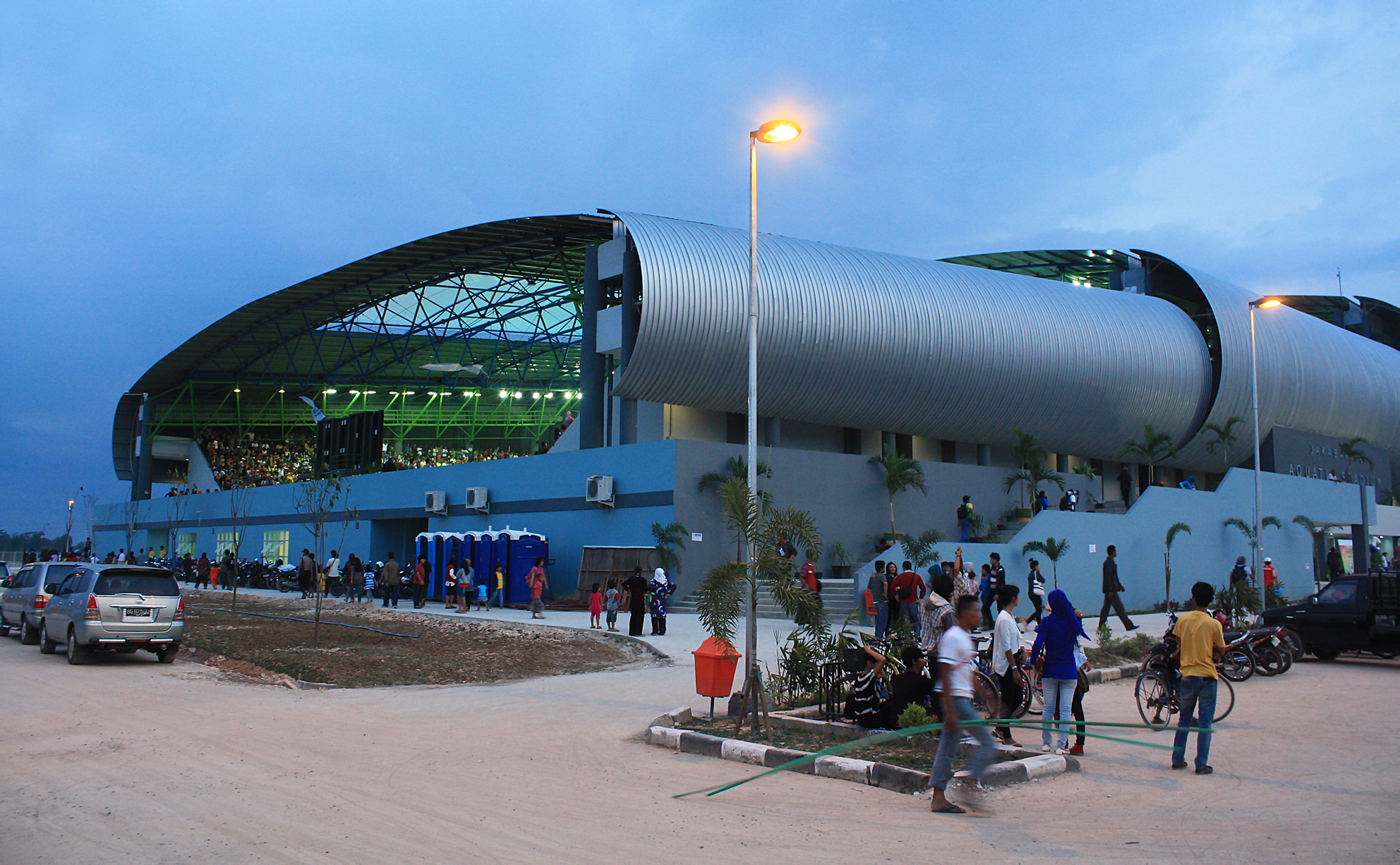
자카바링 스포츠 시티의 수영장

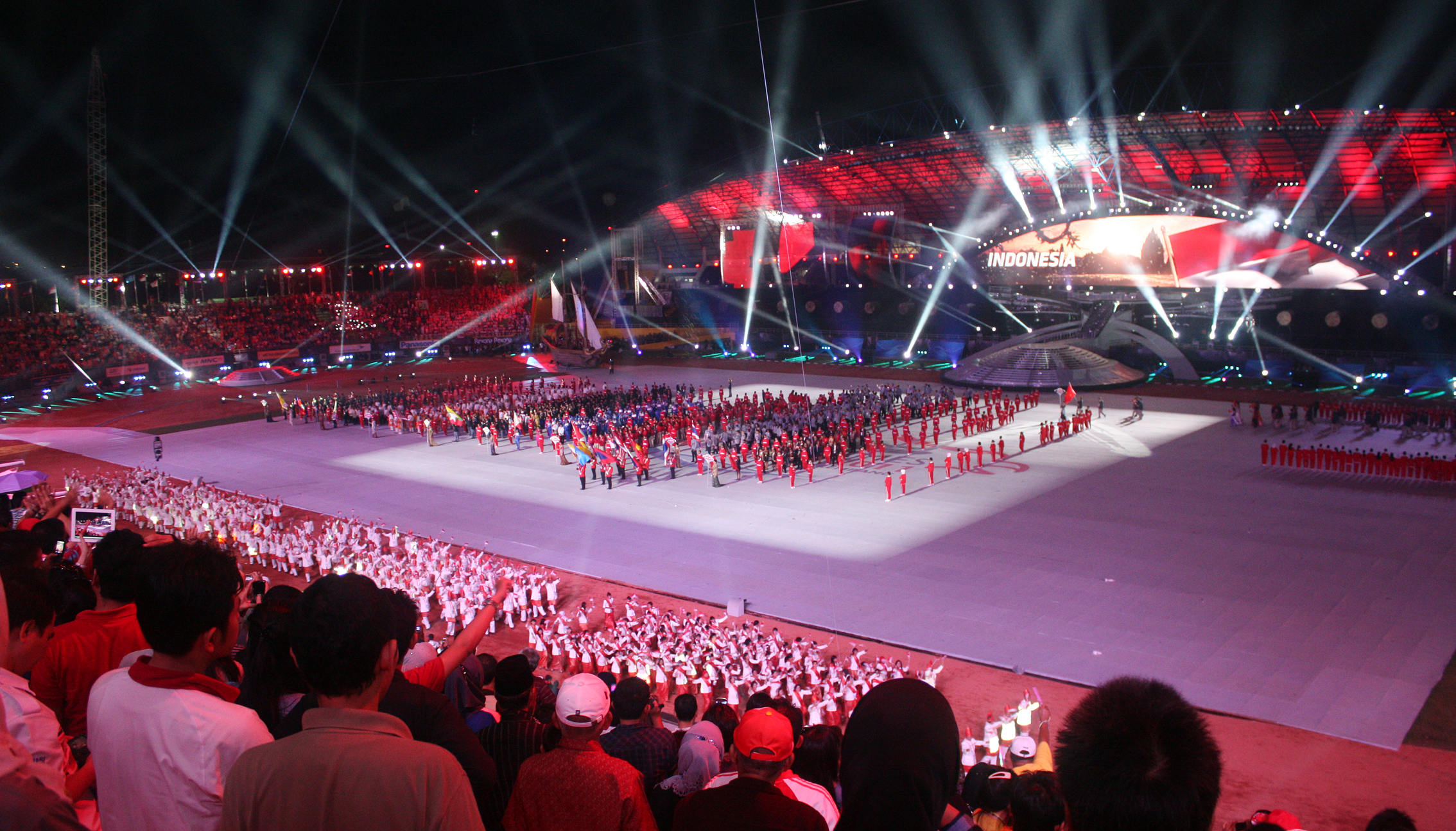
2011년 동남아시아 경기 대회 당시 겔로라 스리위자야 스타디움의 모습

자카바링 스포츠 시티 (Jakabaring Sport City) 또는 자카바링 스포츠 단지 (Jakabaring Sport Complex, 인도네시아어: Kompleks Olahraga Jakabaring)는 인도네시아 수마트라슬라탄 주 팔렘방에 위치한 종합 체육시설 단지이다. 팔렘방 시에서 남동쪽으로 5km 떨어진 지역에 위치해 있으며, 자카바링의 세브랑 울루 지역과는 무시 강을 사이에 두고 암페라 교로 연결되어 있다.
2004년 인도네시아 전국체전 유치를 위해 처음으로 건설되었으며, 그 이후로 2011년 동남아시아 경기 대회, 2013년 이슬람 연대 대회, 2014년 아세안 유니버시티 대회, 2017년 아시아 3종경기 선수권 대회를 유치하였다. 2018년 아시안 게임에서는 팔렘방 공동개최와 맞물려 단지 내 주요 경기장들이 활용된다. 자카바링 스포츠 시티의 주경기장인 겔로라 스리위자야 스타디움은 인도네시아 전국에서 가장 큰 스타디움 중 하나다.
술탄 마흐무드 바다루딘 2세 국제공항에서 팔렘방 경전철을 타고 바로 도착할 수 있으며, 전용 버스노선인 '트란스 무시' (Trans Musi)를 타고 올 수도 있다.

## 경기시설
자카바링 스포츠 시티가 처음 지어질 당시 메인스타디움인 겔로라 스리위자야 스타디움과 실내경기장 두 곳 (겔로라 올라라가, 겔로라 올라라가 라나우)이 전부였다. 겔로라 스리위자야 스타디움은 2007년 AFC 아시안컵 대회를 유치하기도 하였다. 이후 2011년 동남아시아 경기 대회 유치를 계기로 경기시설이 대폭 증설되었다. 현재 자카바링 스포츠 시티에 건설되어 있는 경기 시설은 다음과 같다.
- 겔로라 스리위자야 스타디움
- 뎀포 스포츠홀
- 라나우 스포츠홀
- 육상 스타디움
- 자카바링 수영장
- 스쿼시 경기장
- 야구장·소프트볼장
- 사격장
- 선수촌
- 인공호수 (조정, 워터스키, 용선 등의 실외 수영종목)
- 실내외 테니스장
- 컨벤션 센터
- 볼링장
- 자카바링 국제 서킷 (계획 중)